# Водозапилення
Водозапилення, гідрофілія, гідрогамія (від грец. hydor — вода і gamos — шлюб) — спосіб перехресного запилення у рослин за допомогою води. Воно може бути: надводним (у валіснерії) і підводним (у різухи). У більшості водних рослин квітки і суцвіття підносяться над поверхнею води і запилення у них здійснюється, як і у наземних квітів у повітряному середовищі, за допомогою комах (біла водяна лілія, частуха, стрілолист, турча, пухирчатка та ін.) або вітру (рдесник, уруть та ін.). Отже, гідрофілія —  особливий випадок абіотичного запилення, обумовлений едафічними умовами.
До 5 % квіткових рослин притаманне водозапилення.

## Способи водозапилення
Запилення різноманітних квітів у товщі води має багато спільного у пристосуваннях. Квітки розпускаються у воді, не виступаючи над її поверхнею. У пиляках немає потовщень в стінках. Пилкові зерна мають лише одну тонку внутрішню оболонку — інтіну, а екзина — зовнішня оболонка, вкрай редукована, її щільність близька до щільності води. У багатьох видів пилкові зерна часто ниткоподібні або сферичні та з'єднані за допомогою драглистої маси в ланцюжкові утворення. Іноді вони відразу ж після розтину пиляка проростають в трубочку і переносяться водою вже в такому стані. Ниткоподібна форма і «червоподібний» вигляд пилкових зерен підвищують їх плавучість і шанси на запилення. Ниткоподібні пилкові зерна взморника обплітаються навколо приймочок. Проте шанси на запилення у водних рослин невеликі, а ймовірність повторного запилення зовсім незначна. Цікаво, що при запиленні у воді і на її поверхні пилок не гине при зануренні у воду.
Інакше відбувається запилення на поверхні води. У цьому випадку квітки розташовуються і розпускаються на водній поверхні або безпосередньо над нею. Шансів на запилення тут більше, ніж під водою. У зв'язку з цим у зав'язях знаходиться не один, а кілька насінних зачатків. Запилення на поверхні води властиво валіснерії, елодеї та іншим рослинам. Найвідоміший приклад запилення на поверхні води має валіснерія — дводомна рослина, що росте у водоймах, а також вирощується в акваріумах. Дрібні чоловічі квітки з двома тичинками вільно плавають, як на човниках, на відкинутих донизу трьох листочках оцвітини. Підганяючись вітром, вони пересуваються по водній поверхні і наближаються до плаваючих жіночих квіток. При цьому може відбутися випадкове зіткнення пилкової маси з лопатями приймочок маточок. Подібно відбувається запилення у елодеї. 

## Особливості квіток водних рослин
Особливості квіток деяких водних рослин: — Квітки латаття білого: віночок з численних білих пелюсток оточений зеленими (із зовнішнього боку) і білуватими (із внутрішнього) чашолистками; пелюстки зменшуються до середини і переходять у численні тичинки з довгими жовтими пиляками; в центрі квітки маточка з оранжевою променистою приймочкою; квітки на ніч ховаються у воду, але тільки-но зійде сонце, вони спливають на поверхню у вигляді великих овальних бутонів, які через деякий час поволі розкриваються у білосніжні квітки. О 5-6-й годині вечора квітки починають поволі закриватися і опускатися у воду; після запилення квітка в'яне і виростає плід з чорним насінням. — Квітки елодеї: у липні-серпні в пазухах верхніх листочків розвиваються дрібні квітки з  білими пелюстками і трьома злегка червонуватими чашолистками; жіночі квітки на довгих ніжках, з трьома приймочками, завдяки чому досягають поверхні водойми; чоловічі  квітки майже сидячі, з 3 — 9 тичинками; пиляки до часу цвітіння відриваються і спливають; елодея цвіте дуже рідко; в Європі і в Росії поширені тільки жіночі екземпляри рослини з маточковими квітками; без тичинкових квіток запилення не відбувається, і тому елодея плодів не утворює. — Квітки глечиків поодинокі, великі, двостатеві, жовті, запашні, 4-5 см у діаметрі; пелюстки яйцеподібні, знизу зелені або зеленуваті, зверху — жовті; квітне в червні-серпні;  плоди дозрівають над, а не під водою. — Квітки рдеста: квітконоси 4-10 см завдовжки підносяться над рівнем води і несуть багатоквіткові густі циліндрично-колосоподібні суцвіття 3-5 см завдовжки; квітки дрібні зеленуваті непоказні, двостатеві. — Квітки стрілолиста переважно одностатеві, зібрані в китицеподібні суцвіття по 3, в діаметрі від 1,2 до 5 см мають зелену трьохчленну чашечку і три білих з рожевою основою пелюстки: нижні дві мутовки з маточкових квіток, інші, з тичинкових; квітконоси маточкових квіток коротші. — Квітки  валіснерії дрібні, білі, роздільностатеві, розвиваються під водою, а для запилення спливають на поверхню; після запилення квітконос жіночих квіток скручується в спіраль (звідси і назва), і насіння достигає під водою. — Квітки частухи актиноморфні, з подвійною оцвітиною; чашолистків три, вони зеленуваті, залишаються на плодах; пелюсток також три, вони вільні, білі або рожево-білі; у рослин, що ростуть під водою, пелюстки іноді недорозвинені; квітки обох статей з шістьма тичинками і численними плодолистиками, розташованими на майже плоскому квітколожі; плодолистик з одним насінним зачатком; пиляки зазвичай розкриваються щілиною, що утворюється із зовнішнього боку пилкових гнізд, в результаті пилок висипається здебільшого за межі квітки; запилення здійснюється короткохоботковими комахами. — Квітки взморника голі, одностатеві, зібрані в колоски; чоловічі квітки мають по одній тичинці, жіночі — по одній маточці. — Уруть володіє унікальною властивістю — це єдина занурена у воду рослина, чиї генеративні бруньки виступають над водою; суцвіття тонкі, зелені і тому малопомітні; вони містять 2-4 одностатевих, рідше двостатевих дрібних квіток; чоловічі і двостатеві квітки мають 2-8 тичинок; у жіночих і двостатевих квітках наявна нижня зав'язь, розділена на 4 (рідко 2) відсіки; у жіночих квітках нерідко відсутні пелюстки. — Квітки пухирчатки зібрані в негусту китицю, забезпечену, при основі квітконіжок, маленькими приквітками; чашечка двогуба, майже двороздільна; віночок також двогубий, з дуже короткою трубкою; верхня губа цільна або на верхівці трохи виїмчаста, нижня — більша, теж цільна або неясно трилопатева, роздута посередині; тичинки в числі двох, з серпоподібно-загнутими, плоскими нитками і поздовжньо сидячими двогніздними пиляками; зав'язь верхня, одногніздна, з двома плодолистиками і багатьма насінними зачатками. — Квітки різухи одиничні, двостатеві; чоловіча — тичинкова квітка близько 5 мм завдовжки, з 1 тичинкою, її криючий листок має на верхівці зубчастий носик; жіноча — маточкова квітка має довгасто-яйцеподібну зав'язь і 2-3 приймочки. — У турчі (водяне перо, болотний первоцвіт) у період цвітіння з листових пазух над поверхнею води піднімаються поодинокі китицеподібні суцвіття довжиною 30-50 см; суцвіття складається із згрупованих по ярусах 3-10 мутовок великих квіток від білого до блідо-рожевого кольору; віночок колесоподібний з короткою трубкою, завдовжки до 2 см; пелюстки білі, рожеві, всередині жовті; чашечка квітки досить глибока.